# 欧德里兹科-肖恩哈格算法
在数学中，欧德里兹科-肖恩哈格算法是一个用于评估多点上黎曼ζ函數的值的快速算法，由（ Odlyzko &  Schönhage 1988）发现。其主要思想是使用快速傅里叶变换加速N个等O(N)间隔的值的有限狄利克雷级数的计算，从O(N2)步减少到O(N1+ε)步（花费存储O(N1+ε)个中间值的代价）。黎曼-西格尔公式，用于计算虚部为T点上黎曼ζ函数的值，使用约N = T1/2项的有限狄利克雷级数，所以要找到N个黎曼ζ函数的值时，它将加速约T1/2倍。这将找到虚部不超过T的ζ函数零点所需的时间从大约T3/2+ε步减少到了大约T1+ε步。
该算法不仅可以用于黎曼ζ函数，还可以用于狄利克雷级数给出的许多其他函数。
该算法被Gourdon (2004)用于验证黎曼猜想ζ函数的前1013个零点。